# 于克河

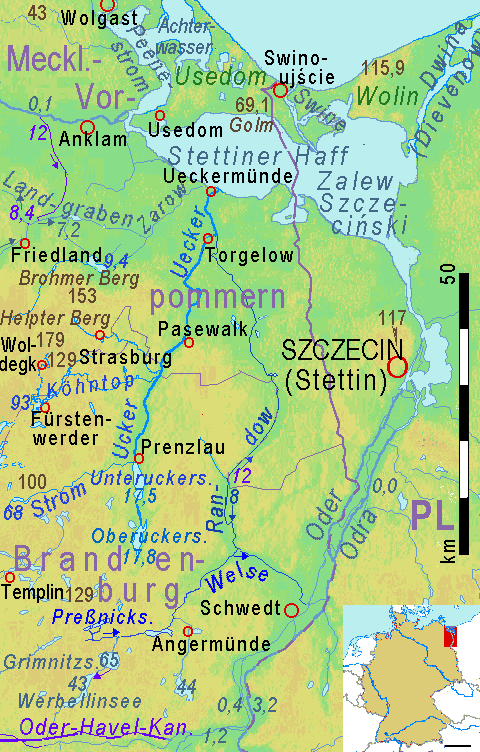
于克河 (U(e)cker) 与兰多河 (Randow) 与韦尔瑟河 (Welse)

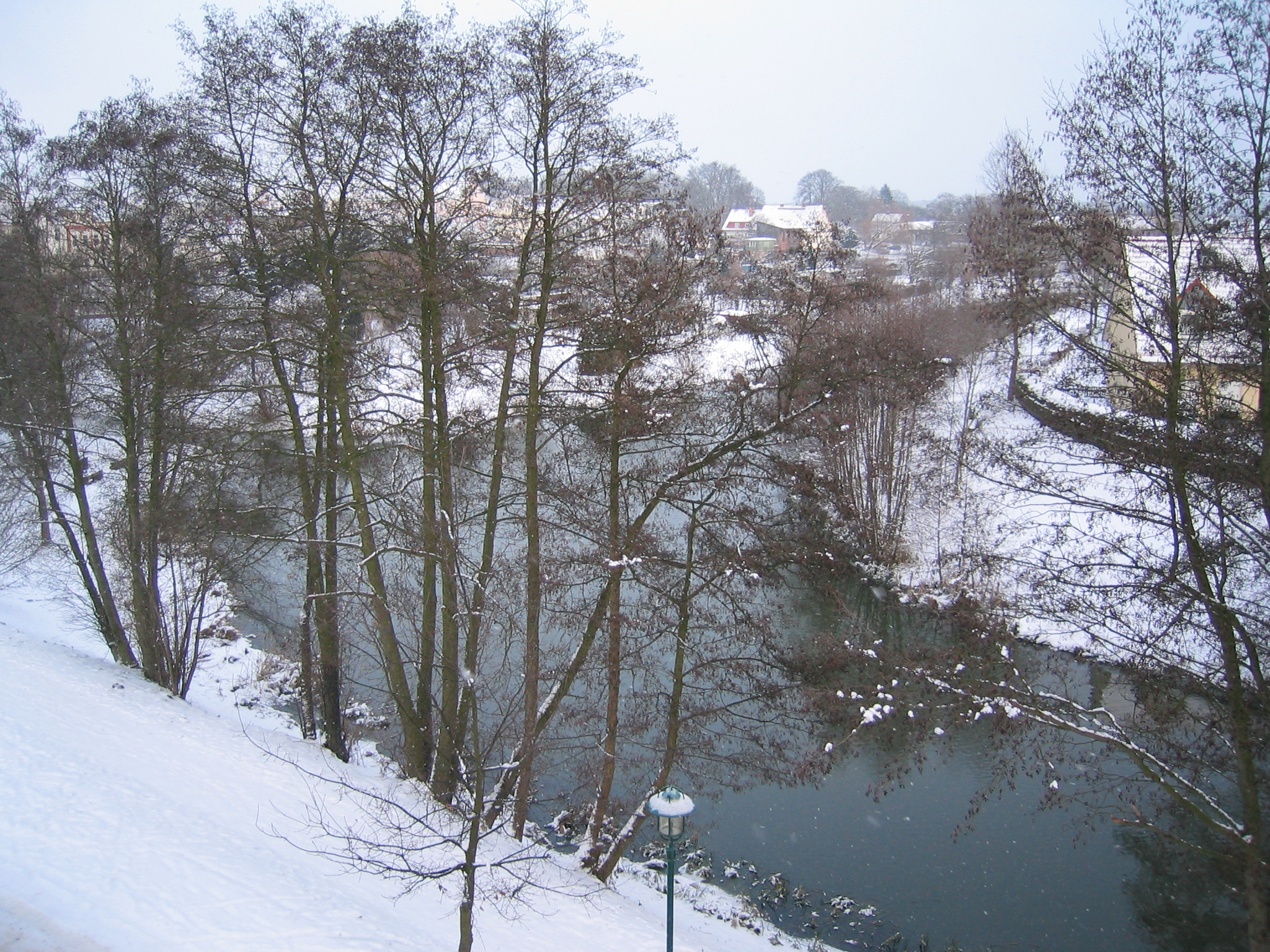

于克河（德語：Uecker，發音：[ˈʏkɐ] ⓘ），又称乌克河（Ucker，[ˈʊkɐ]），是德國的河流，流經勃兰登堡州和梅克伦堡-前波美拉尼亚州，最終注入什切青潟湖，河道全長102公里，流域面積2,200平方公里，平均流量每秒7.65立方米。